# 크파르사바

크파르사바

크파르사바(히브리어: כְּפַר סָבָא, 아랍어: كفار سابا)는 이스라엘 중부 구에 위치한 도시로 면적은 14.169km2, 인구는 96,922명(2015년 기준)이다. 도시 이름은 히브리어로 "할아버지의 마을"을 뜻한다.

시기
시 문장

## 자매 도시
- 중화인민공화국 지난시
- 과테말라 과테말라 시
- 코스타리카 산호세
- 독일 뮐하임
- 독일 비스바덴
- 네덜란드 델프트
- 베네수엘라 마라카이보
- 미국 게인즈빌
- 미국 콜럼버스